# Kazimír
Kazimír – wieś (obec) na Słowacji położona w kraju koszyckim, w powiecie Trebišov. Pierwsze wzmianki o miejscowości pochodzą z 1270 roku. 
Według danych z dnia 31 grudnia 2012 roku, wieś zamieszkiwało 869 osób, w tym 433 kobiety i 436 mężczyzn.
W 2001 roku rozkład populacji względem narodowości i przynależności etnicznej wyglądał następująco:
- Słowacy – 99,55%
- Czesi – 0,11%
- Węgrzy – 0,34%

Ze względu na wyznawaną religię struktura mieszkańców kształtowała się w 2001 roku następująco:
- Katolicy rzymscy – 63,27%
- Grekokatolicy – 28,57%
- Ewangelicy – 0,57%
- Prawosławni – 0,57%
- Ateiści – 0,57%
- Nie podano – 0,34%